# IC 2042
IC 2042 — галактика типу * (зірка) у сузір'ї Годинник.
Цей об'єкт міститься в оригінальній редакції індексного каталогу.